# Ottalvós buli
Az Ottalvós buli (eredeti cím: Sleepover) 2004-ben bemutatott amerikai filmvígjáték, Joe Nussbaum elsőfilmes rendezése. A főbb szerepekben Alexa Vega, Mika Boorem, Jane Lynch, Sara Paxton, Brie Larson, Steve Carell és Jeff Garlin látható.
Az Amerikai Egyesült Államokban 2004. július 9-én mutatták be. A film bevételi és kritikai szempontból is megbukott.

## Cselekmény
Julie barátnőivel egy bulit szervez a nyár elején. Ezen az estén azonban máshogy alakulnak a dolgok, mint ahogyan tervezték. Fel kell venniük a versenyt egy rivális bandával, hogy változtassanak a jövőjükön. Nem is gondolják, hogy megannyi kaland közepette még a szerelem is rájuk találhat.

## Szereplők
| Színész                | Szerep                    | Magyar hang        |
| ---------------------- | ------------------------- | ------------------ |
| Alexa Vega             | Julie Corky               | Bogdányi Titanilla |
| Mika Boorem            | Hannah Carlson            | Vadász Bea         |
| Jane Lynch             | Gabby Corky               | Farkasinszky Edit  |
| Sara Paxton            | Stacie Blake              |                    |
| Brie Larson            | Liz Daniels               |                    |
| Steve Carell           | Sherman Shiner            | Holl Nándor        |
| Jeff Garlin            | Jay Corky                 | Harmath Imre       |
| Scout Taylor-Compton   | Farrah James              |                    |
| Kallie Flynn Childress | Yancy Williams            |                    |
| Sam Huntington         | Ren Corky                 | Hamvas Dániel      |
| Sean Faris             | Steve Philipps            | Szvetlov Balázs    |
| Evan Peters            | Russell "Spongebob" Hayes |                    |
| Hunter Parrish         | Lance Gregory             |                    |
| Summer Glau            | jegyszedő lány            |                    |

## Fordítás
- Ez a szócikk részben vagy egészben  a   Sleepover (film) című angol Wikipédia-szócikk fordításán alapul.  Az eredeti cikk szerkesztőit annak laptörténete sorolja fel. Ez a jelzés csupán a megfogalmazás eredetét és a szerzői jogokat jelzi, nem szolgál a cikkben szereplő információk forrásmegjelöléseként.